# Ruperto Chapí Lorente
Ruperto Chapí Lorente (Villena, 27 de març de 1851 - Madrid, 25 de març de 1909) fou un compositor valencià que va destacar fonamentalment en el camp de la sarsuela. Va ser un dels fundadors de la Societat d'Autors, que després esdevindrà Societat General d'Autors i Editors.
Chapí va ser un músic molt respectat en vida, i va haver-hi incondicionals que l'elevaven per damunt dels millors compositors de l'època. És cert que posseïa una formació musical i una inspiració melòdica molt superior a la de la majoria dels seus contemporanis, així com un fi instint teatral. No obstant això, després de la seua mort alguns crítics van objectar la seua falta d'ambició i l'excessiva dedicació al "género chico", estimant que un treball més acurat i pausat li hauria permès compondre obres de vàlua superior.
Segons Carlos Gómez Amat, «La seua tècnica era precisa, clara i sempre eficaç. El seu poder de creació melòdica no pot deixar lloc a cap dubte. Era un músic escènic cent per cent, amb un talent superior per a les situacions dramàtiques, i per això romanen els seus grans encerts». Luis G. Iberni, autor d'una biografia del compositor, ha dit: «El seu paper en l'evolució de la sarsuela espanyola en la fi del segle xix i primeries del segle xx és molt transcendent. Durant els trenta anys en què va dur a terme la seua tasca; figura gairebé com l'únic valedor de la sarsuela gran, hereva de Barbieri, Arrieta i Gaztambide. Amb el seu talent es mostra capaç de mantenir el mateix esperit durant decennis».

## Infantesa
Son pare, José Chapí, era barber a Villena i propietari d'una petita hisenda agrícola heretada dels seus pares. Passada la quarantena es va casar amb Nicolasa Lorente, amb la qual va tenir cinc fills, tres mascles i dues femelles. Ruperto, que va nàixer el 27 de març de 1851 era el més petit. El jove Ruperto es va educar en un ambient en què la música per a instruments de vent, per l'existència al País Valencià de nombroses agrupacions bandístiques, es vivia amb especial intensitat. Son pare era instrumentista afeccionat de guitarra, i va transmetre als seus fills els primers i elementals coneixements de solfeig. Va quedar orfe de mare a curta edat, fet que el va marcar i el va posar en tal estat de malenconia que va haver de ser enviat amb uns parents a passar una temporada fora de Villena.
Als 9 anys va ingressar com a intèrpret de flautí i cornetí en la recentment creada agrupació musical «Música Nueva», de Villena. Aquests petits instruments resultaven especialment adequats per als menuts dits d'un infant. Aviat va destacar com a intèrpret de cornetí, i els directors solien escollir obres amb sols per a aquest instrument per al lluïment del músic. La fama com a intèrpret es va anar estenent i començà a ser conegut com el xiquet de Villena en els pobles de la rodalia. D'aquesta època daten les seues primeres composicions: alguna peça vocal i l'obertura Un sueño, que va ser estrenada per la Banda de Música de Bocairent.
Als 15 anys va assumir el càrrec de director de la Banda de Música de Villena i als 16 anys va compondre la seua primera sarsuela, La estrella del bosque, que no arribaria a ser estrenada.

## Trasllat a Madrid

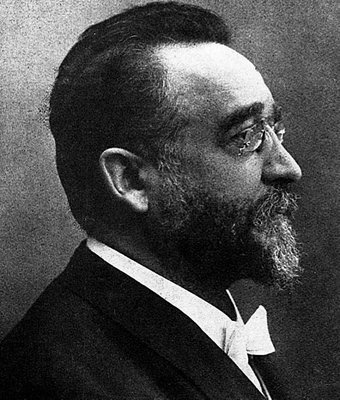
Ruperto Chapí

El 1867, amb 16 anys va marxar a Madrid, on ja residia el seu germà Eduardo, qui amb el seu treball de barber es pagava la carrera de magisteri. Mentre estudiava va guanyar-se la vida com a músic de diferents orquestres de teatres de sarsuela. El 1870 va inscriure's al Conservatori de Madrid, on va estudiar harmonia i composició amb Emilio Arrieta. El 1872 va aconseguir un treball com a músic militar i es va casar amb Vicenta Selva.
Encara que ja havia intentat la via de la sarsuela, estrenant algunes obres a Madrid, la influència d'Arrieta va ser decisiva perquè el 1874 aconseguira estrenar al Teatro Real l'òpera en un acte Las naves de Cortés. Arran de l'estrena d'aquesta òpera va aconseguir una beca per a estudiar dos anys a Roma, on es va desplaçar amb la seua esposa i la seua primera filla. Entre 1875 i 1878 va passar per Milà i París, on amplià els seus estudis, i des d'aquestes ciutats va trametre algunes òperes, com La muerte de Garcilaso i Roger de Flor, que també van ser estrenades al Real de Madrid. En tornar a Madrid va renunciar al seu treball a l'exèrcit, decidint dedicar-se exclusivament a la composició. En aquesta ciutat va tenir com a únic alumne (ja que Chapí mai va voler tenir-los) en Manuel Manrique de Lara i Berry.

## Èxit

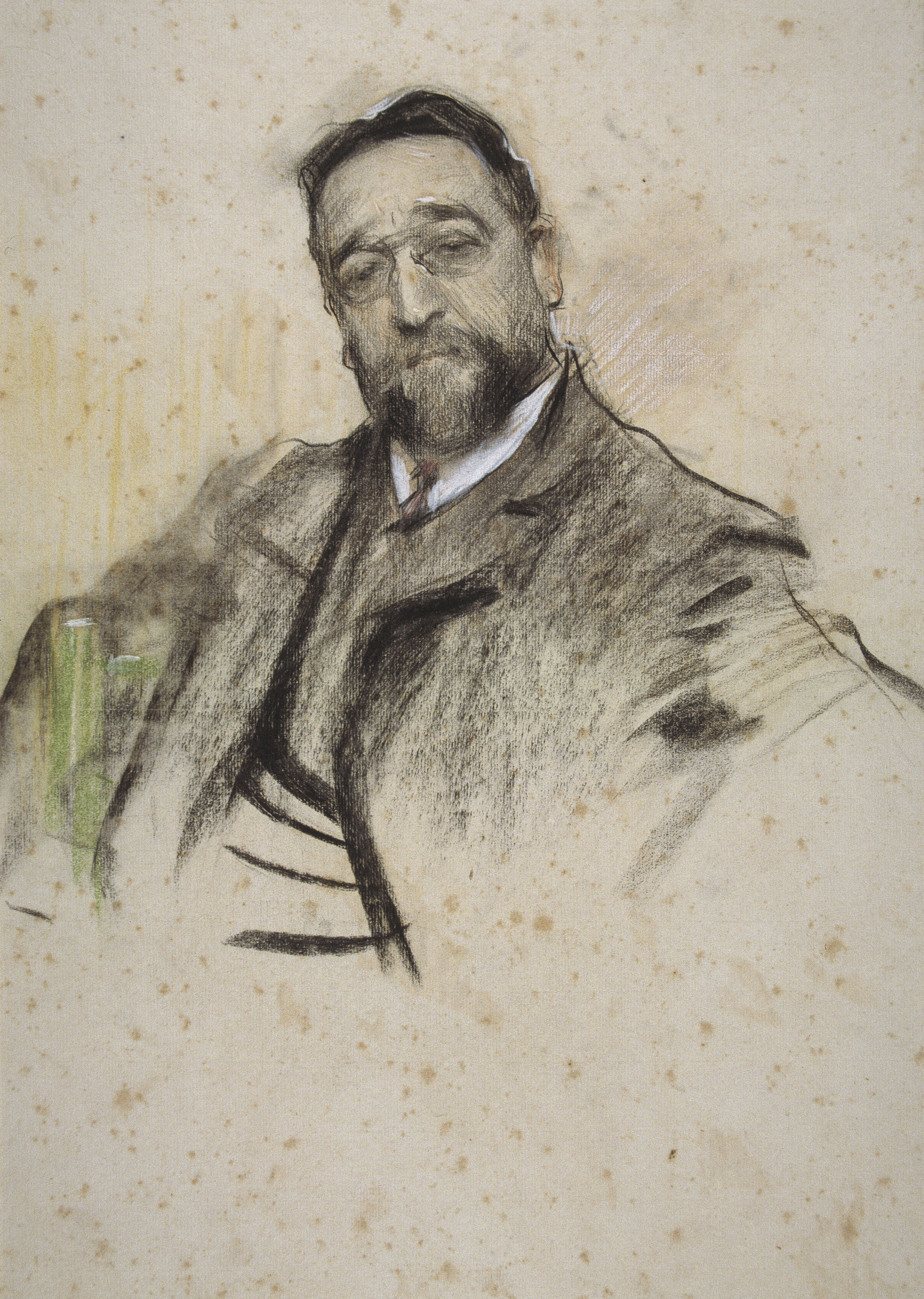
Chapí vist per Ramon Casas (MNAC)

El primer gran èxit de Chapí en el teatre va ser la sarsuela Música clásica (1880). Aquest mateix any estrena La tempestad, sarsuela «gran» que marcaria la definitiva vocació del compositor per aquest gènere. Enfront del "género chico" —obres en un acte, de caràcter satíric o còmic, molt sovint de tipus costumista, amb menys proporció de música respecte al text, i amb ús freqüent de motius musicals tradicionals i populars— la sarsuela gran està més a prop de l'opéra-comique francesa, és a dir, es tracta d'obres en tres actes amb una major ambició musical, amb números concertants i una línia vocal propera a l'operística, i que segueixen la tradició iniciada per Barbieri i Emilio Arrieta entre d'altres.
En la dècada de 1880 es fonamenta el lideratge de Chapí en aquest gènere, amb l'estrena, entre d'altres, d'una de les obres arquetípiques: La bruja (1887). No obstant això, a partir de 1889 i durant la dècada del 1890, Chapí girarà vers el "género chico" amb la producció d'alguns dels títols més representatius: Las hijas del Zebedeo, El tambor de granaderos i sobretot La revoltosa (1897), considerada la seua obra mestra. Aquesta darrera sarsuela, juntament amb La verbena de la Paloma de Tomás Bretón i Agua, azucarillos y aguardiente o La Gran Vía de Federico Chueca, ha estat considerada com la culminació del sainet musical de tipus madrilenyista.
També en aquesta època fa incursions en l'opereta d'influència francesa i vienesa amb la creació d'una de les seues obres més populars: El rey que rabió, de la que principalment es recorda el seu cèlebre cor de doctors ("Juzgando por los síntomas que tiene el animal").
Al final de la seua vida va reprendre la composició d'obres de major envergadura, potser atiat per la recuperació del vell somni de crear una escola espanyola d'òpera, amb un estil distintiu. El primer intent, amb l'òpera Circe (1902), se'n va ressentir de la pobresa del llibret. El 1909 va estrenar la seua darrera obra, l'òpera Margarita la tornera, al Teatro Real de Madrid. També va compondre un cicle de quatre quartets de corda de gran maduresa i riquesa melòdica, que se situen entre les millors composicions de cambra d'un autor espanyol.
Poc després, el 25 de març del mateix any, va morir de pneumònia. Està soterrat a Madrid, en la Sacramental de Sant Just, al fons del pati de Santa Gertrudis, secció 4a, sepultura núm. 164, a poca distància de la tomba de Chueca.

## Fiscowich i la Societat d'Autors
En l'època en què Chapí va començar la seua carrera com a compositor de sarsuela, els creadors —llibretistes i compositors— estaven dominats pels editors. A les acaballes del segle xix hi havia a Madrid diverses cases editorials que explotaven l'immens negoci del teatre musical. Entre aquestes cases editorials sobresortia la de Florencio Fiscowich. La manera de procedir era la següent: l'editor pagava una quantitat alçada als autors, que depenia de la vàlua o la popularitat d'aquests, i se'n reservava el monopoli d'explotació de les còpies. D'aquesta manera l'editor arrendava lots de partitures als teatres i acaparava els guanys que podien proporcionar amb el pas del temps. A poc a poc, Fiscowich va anar monopolitzant el negoci, i adquirint una posició de força que podia provocar situacions d'abús.
Chapí, conscient que el capital del compositor era la seua pròpia obra, i en companyia de l'escriptor Sinesio Delgado, va engegar la iniciativa de la creació d'un arxiu musical propi, gestionat pels autors i concebut per a fer una compensació econòmica més justa dels guanys produïts per les representacions. Chapí va trencar la seua relació amb el Teatro Apolo, dominat per Fiscowich, i inicià la tasca de la creació de l'arxiu, amb l'ajut dels compositors valencians Manuel Quislant i Tomàs López Torregrosa, molt prolífics. Aquest ferm propòsit va desembocar en la fundació de la Societat d'Autors el 1899. Després s'hi anirien afegint Federico Chueca, Tomás Bretón i d'altres. Ja en el segle xx, la Societat d'Autors aniria ampliant la seua activitat, fins a desembocar en l'actual SGAE.

## Obres (llista no exhaustiva)

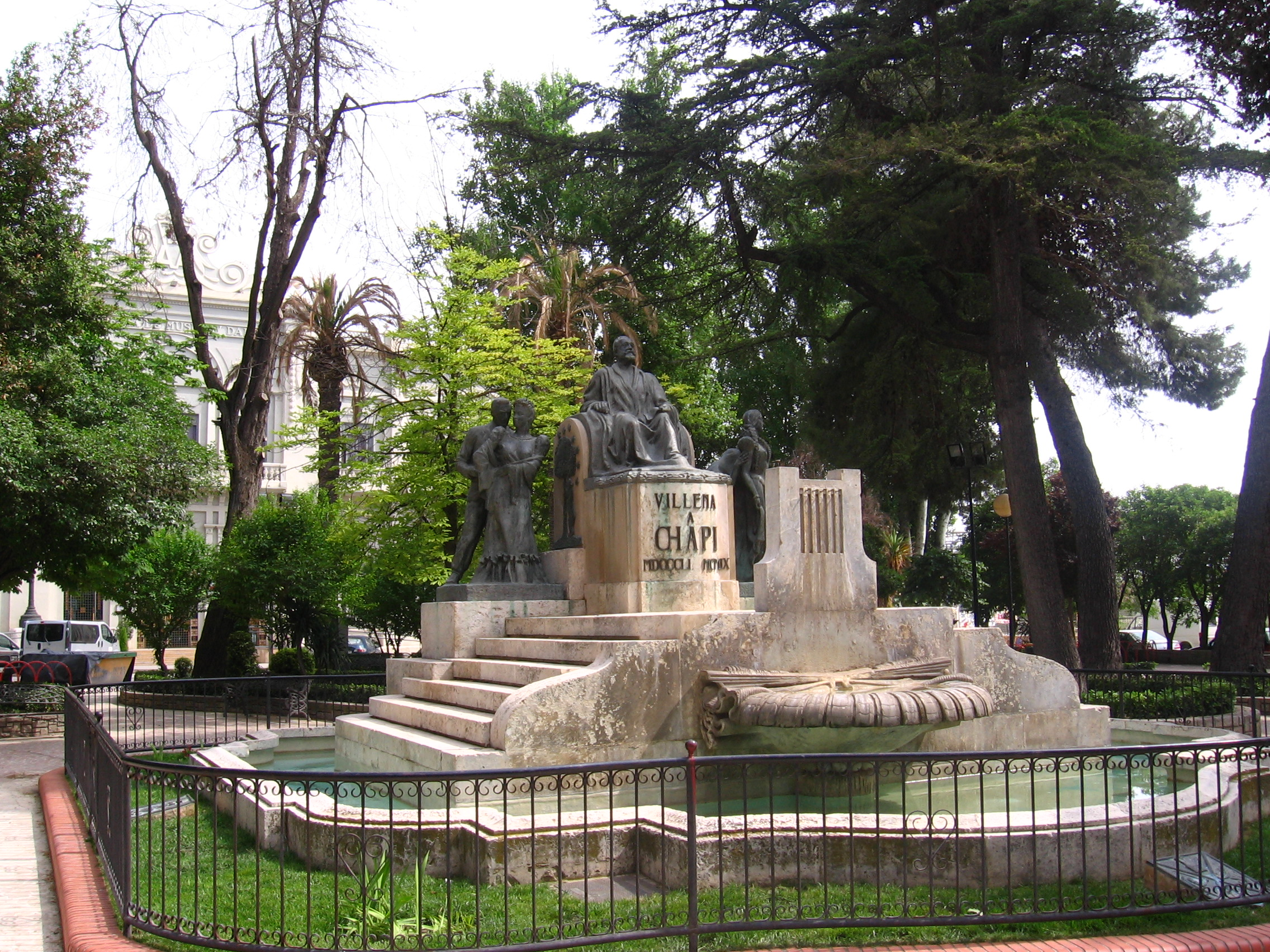
Monument a Chapí, a Villena

En negreta, les obres més representatives.
Orquestra
- Escenas de capa y espada, poema simfònic, (1876)
- Fantasia Morisca, (1879)
  - A Granada (Andante cantabile)
  - Meditación (Moderato)
  - Serenata (Alegro moderato)
  - Final (Moderato)
- Polaca de Concierto, (1879)
- Simfonia en re menor
- Los Gnomos de la Alhambra, (1891)
  - La ronda de los gnomos (Alegretto)
  - Conjuro. Séquito de Titania y Oberón (Andante maestoso)
  - La Fiesta de los espíritus. La Aurora (Alegro molto vivace)

Música de cambra
- Quartet de corda núm. 1, en sol major (1903)
- Quartet de corda núm. 2 en fa major (1904)
- Quartet de corda núm. 3 en re major (1905)
- Quartet de corda núm. 4 en si bemoll menor (1907)

Òpera
- Las naves de Cortés (llibret: Antonio Arnao) (1874)
- La muerte de Garcilaso (llibret: Antonio Arnao) (1876)
- La hija de Jefté (llibret: Antonio Arnao) (1878)
- Roger de Flor (llibret: Mariano Capdepón), òpera 3 actes (1878)
- La serenata (llibret:José Estremera), òpera 1 acte (1881)
- Circe (llibret: Carrión), òpera 3 actes (1902)
- Margarita la Tornera (llibret: C. Fernández Shaw), òpera 3 actes (1909)

Sarsuela

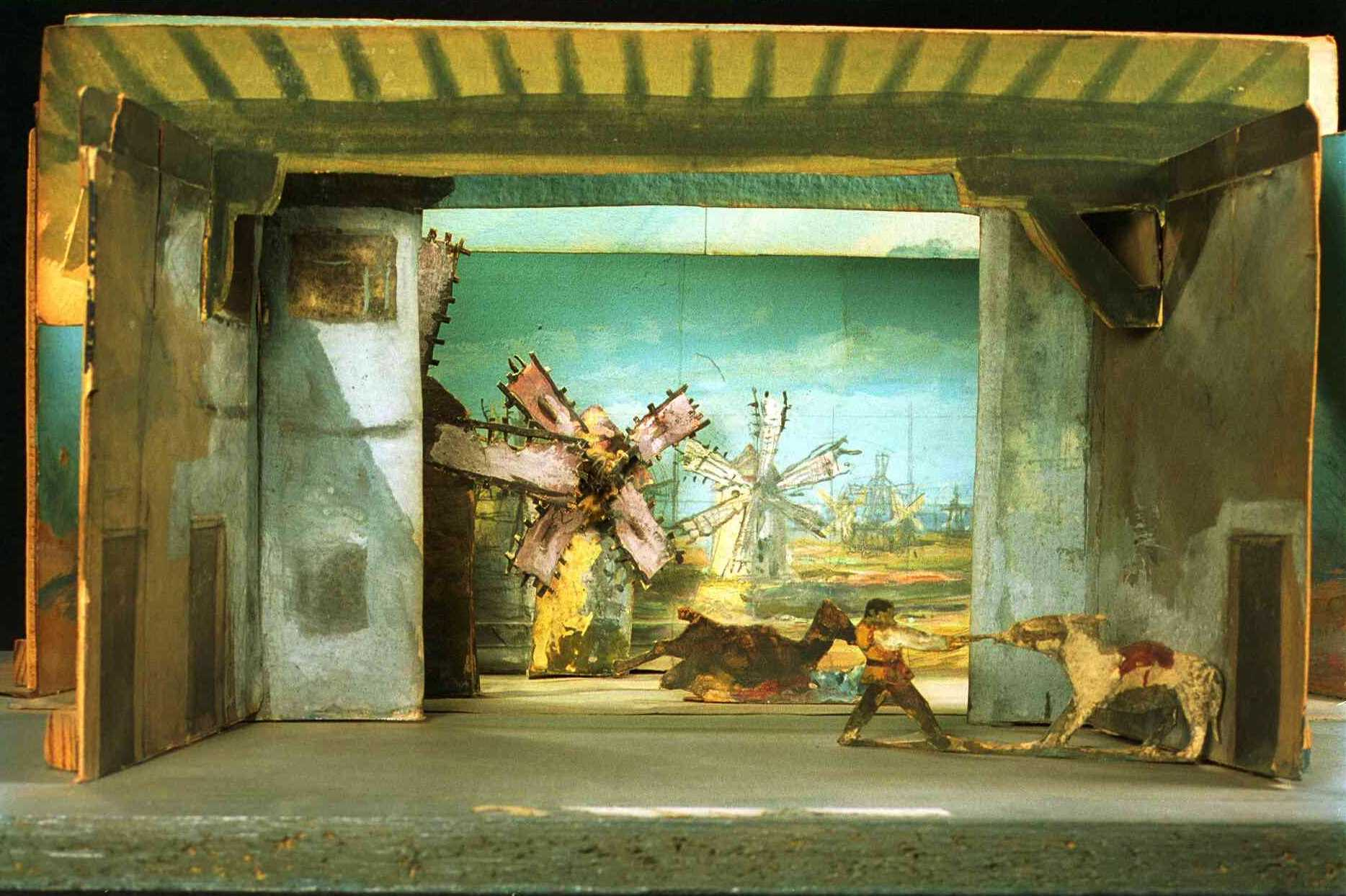
Teatrí de Fèlix Urgellès per a La Venta de don Quijote, conservat al fons escenogràfic del MAE

- Música clásica (llibret: José Estremera), 1 acte (1880)
- La tempestad (llibret: Miguel Ramos Carrión), 3 actes (1881) estrenada pel tenor Eduardo García Berges
- El milagro de la Virgen (llibret: Mariano Pina Domínguez), 3 actes (1884)
- La bruja (llibret: Miguel Ramos Carrión), 3 actes (1887)
- Las hijas del Zebedeo (llibret: José Estremera), 2 actes (1889)
- La leyenda del monje (llibret: Carlos Arniches/Gonzalo Cantó), 1 acte (1890)
- El rey que rabió (llibret: Carrión/Vital Aza), 3 actes (1891)
- El tambor de granaderos (llibret: Emilio Sánchez Pastor), 1 acte (1894)
- Mujer y reina (llibret: Domínguez), 3 actes (1895)
- Las bravías (llibret: José López Silva/Carlos Fernández Shaw), 1 acte (1896)
- La revoltosa (llibret: José López Silva/Carlos Fernández Shaw), (sainet líric en un acte i tres quadres) 1 acte (25 de novembre de 1897)
- Los hijos del batallón (llibret: Carlos Fernández Shaw), 3 actes (1898)
- Pepe Gallardo (llibret: Guillermo Perrín/Miguel de Palacios), 1 acte (1898)
- La chavala (llibret: López Silva/C. Fernández Shaw), 1 acte (1898)
- Curro Vargas (llibret: Joaquín Dicenta/Antonio Paso sobre la novel·la El niño de la bola de Pedro Antonio de Alarcón), 3 actes (1898)
- La cara de Dios (llibret: Arniches), 3 actes (1899)
- Aprieta constipado (coescrita amb Artur Saco del Valle) (1900)
- La cortijera (llibret: Joaquín Dicenta/Antonio Paso), 3 actes (1900)
- El barquillero (llibret: López Silva/José Jackson Veyán), 1 acte (1900)
- El puñao de rosas (llibret: Arniches/Ramón Asensio Mas), 1 acte (1902)
- Don Juan de Austria (llibret: José Jurado de la Parra/Carlos Servet), 3 actes (1902)
- La venta de don Quijote (llibret: Carlos Fernández Shaw), 1 acte (1902)
- Juan Francisco (llibret: Joaquín Dicenta), 3 actes (1904)
- Guardia de honor (llibret: Eugenio Sellés), 1 acte (1905)
- La sobresalienta (llibret: Jacinto Benavente), 1 acte (1905)
- El triunfo de Venus (llibret: Pedro Muñoz Seca/C. Fernández Shaw), 1 acte (1906)
- La patria chica (llibret: Serafín Álvarez Quintero i Joaquín Álvarez Quintero), 1 acte (1907)
- La eterna revista (llibret: Asensio Mas/Jacinto Capella), 1 acte (1908), en col·laboració amb Gerónimo Giménez

Música religiosa
- Motet a set veus, (1876)
- Los Ángeles, oratori, (1880)